# Van Halen III
Van Halen III ist der Titel des 1998 veröffentlichten elften Studioalbums der US-amerikanischen Hardrock-Band Van Halen. Es ist das einzige Album, das die Band mit Gary Cherone als Sänger aufnahm und das erste seit 1986, das nicht den Spitzenplatz der US-amerikanischen Album-Charts erreichte. Es gilt gemeinhin als Flop, obwohl es weltweit über 1 Million Mal verkauft wurde.

## Hintergrund
Nach dem letzten großen Erfolg der Band mit dem Album Balance, das mit drei Platinschallplatten ausgezeichnet und dessen erste Single The Seventh Seal für einen Grammy nominiert worden war, war die mittlerweile zerrüttete Arbeitsbeziehung zwischen den Van-Halen-Brüdern und Sänger Sammy Hagar am 16. Juni 1996 durch ein Telefonat beendet worden. Eddie Van Halen hatte Hagar darin mitgeteilt, dass für ein geplantes Kompilationsalbum David Lee Roth zurückkehren und neue Songs mit der Band aufnehmen werde. Hagar hatte zuletzt das Lied Humans Being für den Soundtrack zum Film Twister mit der Band aufgenommen. Roths letzte Arbeit mit der Gruppe datierte auf das Jahr 1985 und war die Tournee zum Album 1984.

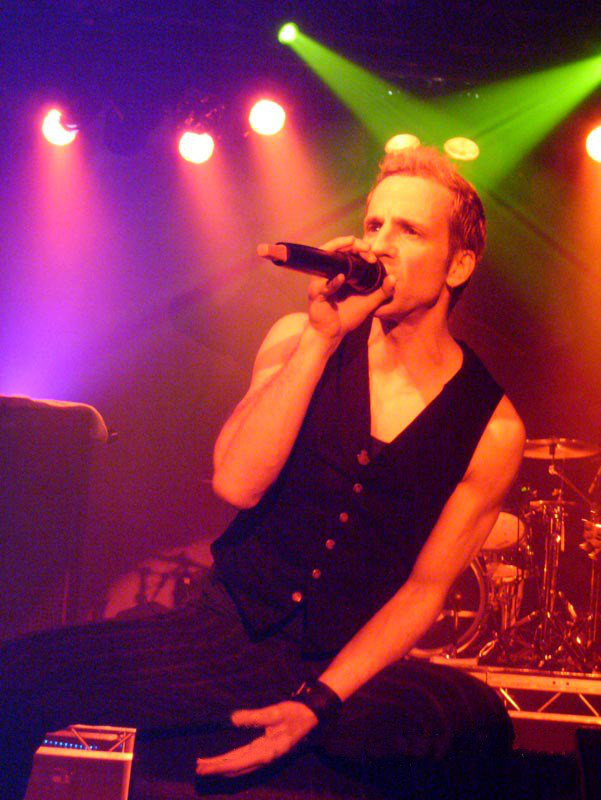
Wurde nach der Auflösung von Extreme Sänger bei Van Halen: Gary Cherone

Das Best-of-Album mit zwei neuen mit Roth aufgenommenen Liedern (Me Wise Magic und Can’t get This Stuff no More) erschien im Oktober 1996. Bereits im Sommer hatte Eddie Van Halen mehrfach mit Gary Cherone telefoniert und ihn eingeladen, zu seinem Studio zu kommen, um Songs zu schreiben, und Cherone war dem nachgekommen. Erleichtert wurde dies durch die Tatsache, dass Van Halen und Extreme zu dieser Zeit dasselbe Management hatten. Bereits am zweiten Tag ihres Zusammenseins bot Van Halen Cherone den Job als Sänger der Band an. Cherone wurde aufgefordert, gegenüber der Presse nichts zu seinem Engagement verlauten zu lassen und hielt sich bedeckt. Am 4. September 1996 nahm die Band mit Roth an der Verleihung der MTV Video Music Awards teil und übergab eine Auszeichnung an Beck. Roth war zu dieser Zeit offenbar der Ansicht, wieder Mitglied von Halen zu sein und lenkte während der Laudatio mehrfach die Aufmerksamkeit des Publikums auf die Tatsache, dass die Originalbesetzung von Van Halen gemeinsam auf der Bühne stand. In einem Interview mit MTV erklärten Alex und Eddie Van Halen später, dass es anschließend hinter der Bühne Streit mit Roth gab und sagten ferner, dass Roth vorher gewusst habe, dass er lediglich diese zwei Lieder für das Best-of-Album mit ihnen aufnehmen sollte und eine weitere Zusammenarbeit nur infrage käme, wenn man ein neues Album schreiben und aufnehmen würde.
Die Aufnahmen mit Cherone, die im März 1997 begannen und sich bis Dezember desselben Jahres zogen, fanden überwiegend in Eddie Van Halens 5150-Studio statt, einige jedoch auch im Renegade- und im Westwind-Studio in Burbank. Produzenten des Albums waren Mike Post und Eddie Van Halen.

“When we were writing Van Halen III we were writing songs that seemed like they were in the Sammy key. So I was reaching for notes I would have never done with Extreme. I think it made me a better singer.”

„Als wir Van Halen III schrieben, schrieben wir Songs, die in Sammys Tonlagen zu sein schienen. Ich musste also Noten singen, wie ich es bei Extreme niemals getan hätte. Ich denke, das machte mich zu einem besseren Sänger.“

Nach Auffassung von Eddie Van Halen begann mit Cherones Einstieg die dritte Phase der Band, daher entschied er, das Album Van Halen III zu nennen. Die Veröffentlichung erfolgte am 17. März 1998, die anschließende Tournee führte die Band auch nach Europa, wo sie auf Festivals wie beispielsweise Rock am Ring und Rock im Park spielte.
Aus dem Album wurden drei Singles ausgekoppelt: Without You, Fire in the Hole und One I Want. Fire in the Hole wurde für den Soundtrack zum Film Lethal Weapon 4 zur Verfügung gestellt, zu den beiden ersten Titeln wurden Musikvideos gedreht.
Die Band nahm nach dem Ende der Tournee 1999 mit Cherone auch Arbeiten zu einem weiteren Album auf, an denen der Produzent Patrick Leonard beteiligt war. Das geschriebene Material entwickelte sich in eine gute Richtung, doch im Laufe der Zeit schienen sich die Mitglieder der Gruppe in verschiedenen Richtungen zu bewegen. Van Halen feuerte Manager Ray Danniels, und zu dieser Zeit gab es auch ein Gespräch mit Cherone, und der gemeinsame Weg wurde in beiderseitigem Einvernehmen beendet.

## Titelliste
| Nr.          | Titel                | Autor(en)                                                      | Länge |
| ------------ | -------------------- | -------------------------------------------------------------- | ----- |
| 1.           | Neworld (Intro)      | Gary Cherone, Eddie Van Halen, Alex Van Halen, Michael Anthony | 1:45  |
| 2.           | Without You          | Cherone, E. Van Halen, A. Van Halen, Anthony                   | 6:30  |
| 3.           | One I Want           | Cherone, E. Van Halen, A. Van Halen, Anthony                   | 5:30  |
| 4.           | From Afar            | Cherone, E. Van Halen, A. Van Halen, Anthony                   | 5:24  |
| 5.           | Dirty Water Dog      | Cherone, E. Van Halen, A. Van Halen, Anthony                   | 5:27  |
| 6.           | Once                 | Cherone, E. Van Halen, A. Van Halen, Anthony                   | 7:42  |
| 7.           | Fire in the Hole     | Cherone, E. Van Halen, A. Van Halen, Anthony                   | 5:31  |
| 8.           | Josephina            | Cherone, E. Van Halen, A. Van Halen, Anthony                   | 5:42  |
| 9.           | Year to the Day      | Cherone, E. Van Halen, A. Van Halen, Anthony                   | 8:34  |
| 10.          | Primary              | Cherone, E. Van Halen, A. Van Halen, Anthony                   | 1:27  |
| 11.          | Ballot or the Bullet | Cherone, E. Van Halen, A. Van Halen, Anthony                   | 5:42  |
| 12.          | How Many say I       | Cherone, E. Van Halen, A. Van Halen, Anthony                   | 6:04  |
| Gesamtlänge: | Gesamtlänge:         | Gesamtlänge:                                                   | 65:22 |

## Rezeption
Thomas Kupfer schrieb in seiner Rezension für Rock Hard, neben Eddie Van Halens bahnbrechendem Gitarrenspiel sei es „stets der Frontmann, der die Songs des Quartetts maßgeblich mitbestimmt“ habe. David Lee Roth und Sammy Hagar hätten es beide „meisterhaft verstanden, den Van Halen-Kompositionen ihren eigenen Stempel aufzudrücken“. Gary Cherone dürfe „den Druck gespürt haben“, als es darum ging, "Van Halen III" einzusingen, habe „die Belastung aber scheinbar recht gut wegstecken“ können. Der „Neuling im Bandgefüge“ mache „seine Sache mehr als gut“ und erinnere „von der Stimmlage her ein ums andere Mal an seinen geschaßten Vorgänger Sammy Hagar“. Leider reihe sich Van Halen III nicht „nahtlos in die endlose Palette der VH-Klassiker“ ein, was jedoch nicht an Cherone liege. „Den großen Unterschied“ mache „vor allem das dürftige Songmaterial aus“. Refrains erschlössen sich dem Hörer „erst nach mehreren Durchläufen“, und selbst die erste Singleauskopplung Without You, die „vom Gitarrenspiel und Aufbau her durchaus von Extreme stammen“ könne, wisse „nicht auf Anhieb zu überzeugen“. Die Band klinge „zwar "reifer" als auf früheren Veröffentlichungen“, es erscheine jedoch „mehr als fraglich, ob die auf Singlehits fixierte Van Halen-Crowd das ähnlich“ sehe. Zumal Tracks wie die „reichlich jammerhaft daherkommenden“ Dirty Dog, Fire In The Hole oder Josephine „allenfalls als Füller“ durchgingen. „Positiv überraschen“ könne „– neben Cherones Gesang – allenfalls das getragene, sehr atmosphärische“ Once. Das reiche „nach Rock-Hard-Maßstäben aber nicht für eine Benotung im oberen Bereich …“ Kupfer vergab 6,5 Punkte.
In Metal Hammer schrieb Henning Richter, „sanfte Piano- und akustische Gitarrenklänge“ eröffneten „das sicherlich ambitionierteste Werk“ Van Halens. „Krasser“ sei noch der letzte Song, How Many Say I, bei dem „Eddie van Halen mit seiner kratzigen Nikotinstimme“ im Duett mit Gary Cherone singe und sich am Flügel begleite, „bevor sanfte Streicher“ einstimmten. Die übrigen zehn Titel lägen „zwischen vertrautem Party-Hardrock und frischen Tönen“. Cherone klinge „stellenweise wie Sammy Hagar“, erinnere dann aber wieder „an alte Extreme-Zeiten“. „Herausragend“ sei „das verträumte Once mit seinem sonnigen Groove und leichtem Gitarrenspiel“. Auch Rockfans dürften „mit der neuen Scheibe zufrieden sein“, an etlichen Stellen ließen es Van Halen „mächtig krachen“. Der „unüberhörbare Spaß“ des Quartetts an seiner „neuen konstlerischen Freiheit“ übertrage sich auf den Hörer.
Die erfolgreichste Chartplatzierung für das Album war Platz vier in den USA, in Deutschland gelangte es bis auf Platz 13, in Großbritannien auf 43. Keine der ausgekoppelten Singles konnte in einem dieser drei Märkte die Hitlisten erreichen.
Van Halen III wurde am 19. August 1998 in den USA mit einer Goldenen Schallplatte für 500.000 verkaufte Einheiten ausgezeichnet.

## Verkaufszahlen und Auszeichnungen
| Land/Region               | Auszeichnungen für Musikverkäufe (Land/Region, Auszeichnung, Verkäufe) | Verkäufe |
| ------------------------- | ---------------------------------------------------------------------- | -------- |
| Japan (RIAJ)              | Platin                                                                 | 200.000  |
| Vereinigte Staaten (RIAA) | Gold                                                                   | 500.000  |
| Insgesamt                 | 1× Gold · 1× Platin ·                                                  | 700.000  |

Hauptartikel: Van Halen/Auszeichnungen für Musikverkäufe